# Prva Liga
Prva Liga, 1. MFL (makedonsk: Прва македонска Фудбалска Лига) er den bedste, makedonske fodboldrække for herrer. Ligaen blev dannet i 1992, samme år som uafhængigheden fra Jugoslavien og to år før det makedonske fodboldforbund blev medlem af FIFA og UEFA. Makedoniens førstedivision i fodbold er en fodboldliga med 12 hold, som spiller 33 kampe, fordelt over to kalenderår. De spiller fra juli til maj.
Klubben som vinder ligaen, bliver nationale mestre, og får muligheden for at repræsentere Makedonien ved UEFA Champions League, hvor vinderen går ind i anden kvalifikationsrunde. På baggrund af Makedoniens placering på UEFAs rangliste kommer nummer to ikke med i UEFA Champions League, men derimod kommer nummer to og tre med i UEFA Europa League (første runde).